# 콩고 민주 공화국
콩고 민주 공화국(프랑스어: République démocratique du Congo 레퓌블리크 데모크라티크 뒤 콩고[*], 영어: Democratic Republic of the Congo, 문화어: 꽁고 민주주의 공화국)은 아프리카 중부 콩고강 유역에 있는 공화국이며, 수도는 킨샤사이다. 이웃한 콩고 공화국과 구별하기 위하여 민주 콩고(문화어: 민주 꽁고), 콩민공, 킨샤사 콩고(문화어: 꽁고(킨))이라고 부르기도 한다. 
카탕가 지역에 지구 나머지 지역 매장량을 합친 것보다 더 많은 코발트가 묻혀 있으며, 구리, 철, 아연, 니켈, 금, 은, 리튬 등도 무척 풍부하다. 그러나 풍부한 자원으로 인해 오히려 외세 침탈, 내전 유발 등 역사적 비극을 지금껏 겪고 있다.
그 결과, 민주 콩고 주민 4분의 3 이상은 빈곤선 이하 가난에 시달리고, 깨끗한 식수를 공급받을 수 있는 지역도 26%밖에 되지 않으며, 전기가 들어가는 곳 역시 9%에 불과하다. 아동 노동 문제도 심각하다. 아이들은 돈이 없어 학교 교육을 받지 못하고, 10살도 안 되는 나이에 광산 등을 전전해야 한다.

## 역사
1880년대 초, '콩고의 학살자'라 불리는 벨기에 국왕 레오폴 2세는 헨리 스탠리를 후원해 벨기에령인 콩고 독립국(콩고 자유국으로도 불렸다)을 세우게 했다. 벨기에령 시절, 레오폴 2세는 콩고인들을 고무 농장에서 노예나 다름없이 강제 노역에 동원하면서, 무자비한 착취와 학살을 일삼았다. 그 결과, 당시 콩고 인구 절반인 약 1000만 명이 도륙당했다. 영국인 에드먼드 모렐은 당시 콩고 독립국을 "잔인함의 악취가 진동하는 거대한 노예 농장"이라고 묘사했다.
1960년 벨기에로부터 독립하여 조제프 카사부부가 대통령이 되었고, 파트리스 루뭄바가 총리가 되었다. 독립 직후, 지하 자원이 풍부한 카탕가 주가 모이즈 촘베의 지도 아래 분리 독립을 선언하면서 내란이 일어났다. 1961년, 총리 루뭄바는 살해당하고 내란을 일으킨 촘베는 스페인으로 망명하였다. 
1965년에 촘베가 귀국하여 카사부부 정부의 총리가 되었다. 그러나 같은 해 모부투 세세 세코 참모총장이 쿠데타를 일으켜 카사부부 정부를 전복하고, 스스로 대통령이 되었다. 촘베는 다시 망명했다가 알제리로 납치당한 후 감금 생활을 하다가 죽었다.
미국, 벨기에, 포르투갈 등 자본주의 국가의 지원을 받는 모부투는 집권한 뒤 곧바로 대규모 반대파 숙청을 실시하며 대량 학살을 감행했다. 모부투는 1970년 나라 이름을 자이르(포르투갈어: Zaire)로 고쳤고, 32년간 독재 권력을 쥐었다. 그러나 부패, 반대파 숙청, 인권 침해, 국가 경제 위기 등으로 인해 제1차 콩고 내전이 일어났다. 
반군인 로랑데지레 카빌라가 1997년에 모부투 정권을 무너뜨리고 집권해 나라 이름을 다시 콩고민주공화국으로 바꿨다. 카빌라 정권 집권 직후, 제2차 콩고 전쟁이 발발했고, 1998년부터 2003년까지의 기간 동안 400만 명 이상이 사망하였다. 2001년 1월, 카빌라는 경호원에 암살당했고, 사망 8일 후에 그의 아들 조제프 카빌라가 대통령 직을 승계하였다.
2003년, 제2차 콩고 전쟁이 중지된 후 2006년 2월에 개정된 헌법에 따라 같은 해 7월에 실시된 대통령 선거에서 조제프 카빌라가 재선되었다. 

### 역대대통령
- 초대 대통령 : 조제프 카사부부 (1960~1965)
- 2대 : 모부투 세세 세코 (1965~1997)
- 3대 : 로랑데지레 카빌라 (1997~2001)
- 4대 : 조제프 카빌라 (2001~2019)
- 5대 : 펠릭스 치세케디 (2019~2024)
- 6대 : 펠릭스 치세케디 (2024-현재)

## 지리
중앙(적도) 서부 지대에 있으며 앙골라, 콩고 공화국, 중앙아프리카 공화국, 남수단, 우간다, 르완다, 부룬디, 탄자니아와 접한다. 적도와 만나며 전체 면적은 2,345,408 km2로 서유럽+남유럽 전체와 비슷한 수준이다.
적도 지대에 있어서인지 많은 강수가 내리며 지구 전체를 통틀어 가장 비가 많이 내리는 지역 중의 하나다. 평균 강우량은 2000 mm에 이르기도 하며 아마존강 다음으로 가장 큰 열대 우림이 존재하기도 한다. 관목 정글이 국토 일부분을 차지하기도 한다. 서쪽으로는 대서양과 만난다. 남쪽과 남서 지방은 사바나 지대와 함께 평원 지대가 나타난다. 북쪽에는 빽빽한 목초 지대가 있으며 동쪽 맨 끝으로 가면 빙하가 있는 산이 나타나기도 한다.
2002년 1월 17일 니라공고 산(Mount Nyiragongo)이 폭발하여 피해를 입었다. 용암이 고마 시(Goma)로 흘러들어 45명이 죽었고 12만 명 이상이 집을 잃었다. 40만 명 이상의 사람들이 대피하기도 했다. 용암이 키부 호로 흘러들면서 수많은 물고기가 죽기도 했다. 공항의 경우 공항 전체를 용암이 뒤덮지는 못했지만 활주로를 비롯해 수많은 비행기가 피해를 입었다. 폭발 6개월 이후 니아무라지라 화산(Mount Nyamuragira)이 터지고 2006년 한 번 더 터졌다. 두 화산 모두 여전히 활화산이다.

## 인구와 주민

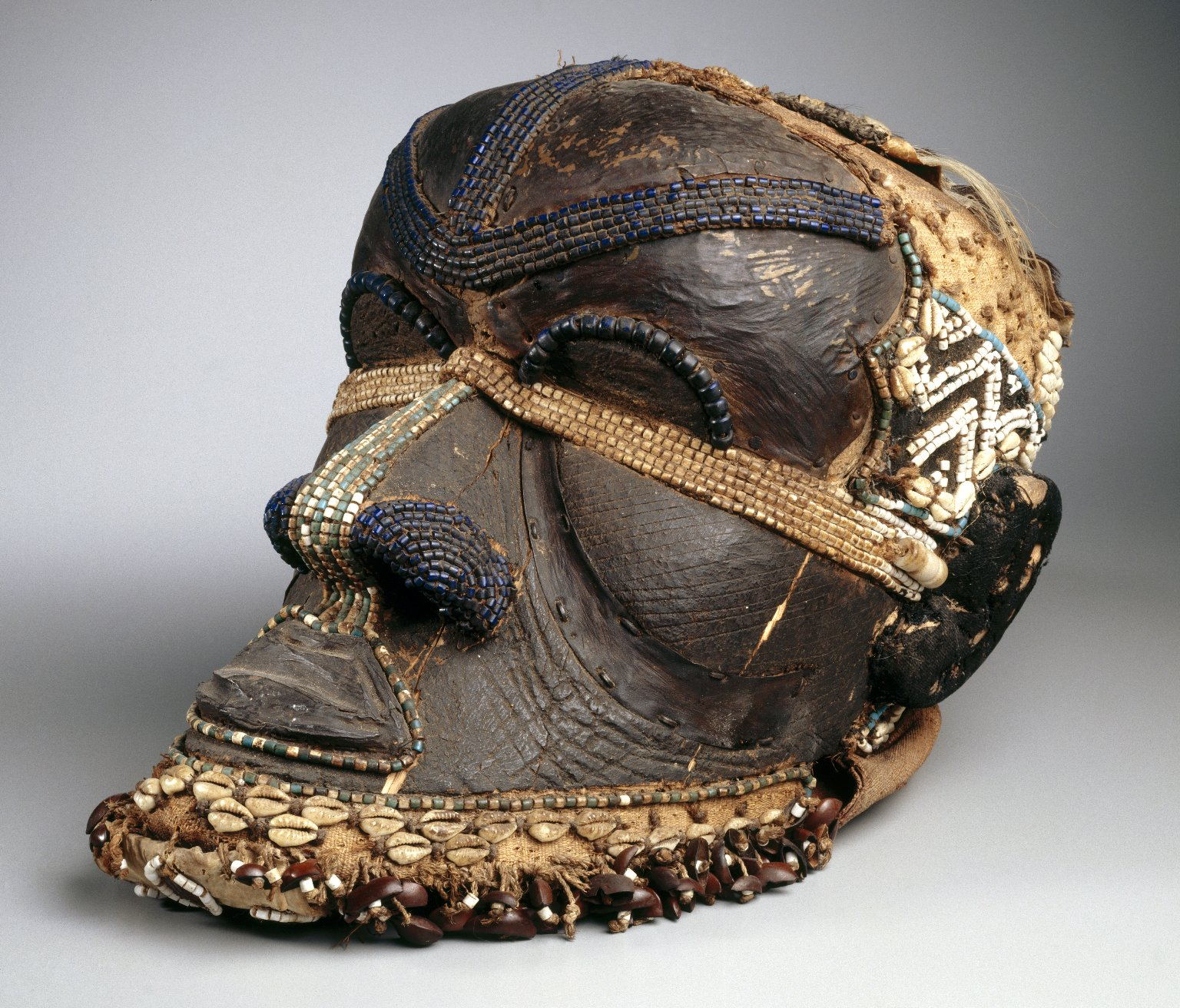
부슝 쿠바(Bushoong Kuba) 문화의 가면.

주민의 절대다수는 흑인으로, 대부분 반투족에 속한다. 이들은 800여개의 부족으로 나뉘며, 주요 종족으로는 콩고족, 룬다족, 몽고족 등이 있다. 그 밖에 60여만명의 피그미족들이 살고 있으며, 백인도 거주하는데 그 대부분은 벨기에계, 프랑스인, 미국인, 독일인, 레바논이다. 동양인은 중국인, 인도인, 한국인이다.

## 언어
넓은 영토 때문에 정확히 셀 수 없을 정도로 많은 언어와 그에 딸린 방언이 혼재하고 있다. 2005년 12월 18일, 19일에 걸쳐 실시된 국민투표에서 국민 61.97%의 투표와 투표자 84.31%의 찬성으로 통과되어 2006년 2월 4일 대법원에 의해 확정된 헌법에 따르면 "공용어는 프랑스어이며, 국민 언어는 콩고어, 링갈라어, 스와힐리어, 루바어이다."고 규정하고 있다.
프랑코포니(프랑스어권 국제 기구, OIF)가 2005년 발간한 자료에 따르면, 콩고민주공화국 인구의 9%가 프랑스어를 상용(常用)하고, 34%가 경우에 따라서 프랑스어를 사용한다고 그 추정치를 밝히고 있다.

## 종교
대부분은 기독교를 믿는다. 기독교 인구가 전체 인구의 약80%이다. 전체인구에서 천주교가 55%, 개신교(킴방구주의 포함)가 35%, 나머지 자생 종교가 2.4%를 차지한다.

## 교육
문맹률이 매우 높다. 문맹률은 약 92.0%에 달한다.

## 문화
콩고민주공화국의 수많은 토속종교를 통해 부족은 회화·조각·음악·춤·공예·직물·의상 등과 같은 전통예술을 발달시켰다. 발생 지역의 특색에 따라 조각품들을 나눌 수 있는데, 수도 킨샤사는 문화생활과 예술을 권장하고 이를 발달시킨 창조적인 곳으로 미술대학은 회화·조각·건축·세라믹 교육 프로그램을 갖추고 있다. 국립예술학원은 전통음악과 연극을 가르친다. 링갈라어와 프랑스어를 사용하는 시·연극·소설이 급속히 발전하였고, 다른 민족언어에 의한 작품활동도 점차 활발해지고 있다. 과학공상문학의 발달은 대학과 과학재단, 정부의 지원을 받고 있지 않다. 다른 큰 도시에도 미술관과 공공도서관이 있다. 여러 다른 문화와 문명이 어우러진 독특한 대중음악은 아프리카에 널리 알려져 여러 가지 댄스 스텝과 스타일을 만들어냈다. 그밖에 축구·수영·복싱·농구·레이싱보트 등의 스포츠가 발달하였다.

## 대외 관계
콩고민주공화국은 아프리카의 중앙에 위치하고 있어서 독립 이후로, 핵심적인 역할을 하고 있다. 영토의 크기, 풍부한 광물자원, 그리고 전략적 위치라는 이유로 이 나라는 서방 세계로부터 원조를 획득하기 위하여 냉전의 긴장을 이용할 수 있었다. 그러나, 1990년대, 냉전의 종식과 함께 인권 유린의 증거들이 밝혀지면서, 서방세계의 원조가 감소하였다. 콩고민주공화국은 이웃한 우간다, 부룬디, 르완다의 군대가 반란을 도와 이 나라의 동쪽 상당 부분을 차지하고 있는 내전에 휩싸여 있다. 한 가지 문제점은 콜탄(coltan)과 같은 광물 자원을 점령군이 계속 절취하고 있다는 것이다. 유엔은 국제적인 IT 기업들이 콩고 산 불법 콜탄을 구입할 수 없도록 제재 조치하고 있다. 하지만 인근 국가 르완다로 밀반출된 뒤 팔리는 콩고 산 콜탄의 거래는 막지 못하고 있다. 르완다는 콜탄 광산이 전혀 없음에도, 르완다 군은 콜탄을 팔아서 18개월간 2억 5천만 미국 달러를 벌어들였다. 반란군이 점령한 지역에 세금을 부과할 수 없기 때문에 DRC (콩고민주공화국)은 광물 자원을 통해 어떠한 돈도 벌어들이지 못할 뿐만 아니라, 자원 자체가 반란 활동의 재정을 돕는데 사용되고 있다. 자원의 저주 상황은 더욱 악화되며 개선되지 않고 있다.
콩고민주공화국은 남북 모두 수교국이다. 대한민국과는 1963년 4월 1일에 국교가 수립되었다. 주(駐)콩고 민주공화국 대한민국 대사관은 1969년 12월, 상주공관이 개설되었고 1998년 12월 공관이 철수하였다가, 2005년 9월 1인 상주공관이 개설되었고 2008년 7월 대사관으로 승격하였다. 현재 대사는 김성철(2008년 9월 30일 부임, 2008년 9월 11일 신임장 제정)이다. 한국수자원공사와 한국광물자원공사, 유럽계 사모펀드 AR의 한국법인인 ARK는 2009년 3월 4일 콩고민주공화국 최대 광산재벌인 조지 포레스트 인터내셔널(GFI)과 수자원·광물 동반 진출 협약을 체결하였다. 이로써, 한국 측은 국내 민간업체 협력을 받아 댐, 상하수도시설 관련 노하우를 제공하는 대신 구리와 코발트를 수입할 수 있게 됐다. 하지만 그 프로젝트는 실패하였다. 그 이유는 정부 돈 횡령, 사기, 예산부족의 문제로 중단되었다.

## 기아 문제
콩고민주공화국(DRC)의 기아상태는 심각한 수준이다. 아일랜드 NGO인 컨선월드와이드(Concern Worldwide), 독일의 NGO인 세계기아원조(Welthungerhilfe) 그리고 미국의 연구기관인 국제식량정책연구소(IFPRI)가 협력하여 매년 발표하는 세계기아지수(GHI)에 따르면 콩고민주공화국은 2016년 자료의 부족으로 세계기아지수를 측정할 수 없었지만 지속적으로 눈여겨봐야할 국가이다. 2013년부터 2014년 조사에 따르면 DRC의 발육 부진 아동 비율은 43퍼센트로 매우 높고 44퍼센트로 조사된 2001년 이래 사실상 변동이 없다. 영유아사망률은 9.8퍼센트로 이번 보고서의 131개국 가운데 영유아사망률이 가장 높은 상위 10개국에 해당한다. 더욱이 허약 아동은 8퍼센트에 이른다. 미국 국제개발청(USAID)에 의하면 "반복하는 분쟁, 그에 따른 국내 이재민, 개선된 영농 지식과 기술 부재, 곡물과 가축 질병 만연, 부실한 인트라, 젠더 불평등, 출산율 증가를 비롯한 여러 요인이 DRC의 식량 안보를 위협한다."

## 출신 인물
- 조나단

## 같이 보기
- 콩고민주공화국 비밀정보국